# Yeghishe Rechtouni
Yeghishe ou Élisée Ṙštuni ou Rechtouni (en arménien Եղիշե  Ռշտունի) est Catholicos de l'Église apostolique arménienne de 941 à 946 ou de 938 à 943.

## Biographie
Yeghishe ou Élisée Ier Rechtouni est le frère et successeur de Théodore Ier Rechtouni et le troisième Catholicos successif appartenant à cette ancienne famille féodale.
Comme ses prédécesseurs immédiats, il maintient le siège du catholicossat à Aghtamar. Après cinq années d’exercice de sa charge, il est victime de calomniateurs qui réclament son remplacement. Les statuts de l’Église apostolique arménienne interdisant la déposition d’un Catholicos élu à vie, il est écarté de son siège pendant les deux dernières années de sa vie et l’Église est gérée par des délégués du clergé.
Ananias Ier de Moks est son successeur.